# Gymnote (Q1)
El Gymnote fue uno de los primeros submarinos totalmente eléctricos y el primer submarino funcional equipado con torpedos. 
Botado el 24 de septiembre de 1888, fue un buque sumergible desarrollado en Francia tras los primeros experimentos del ingeniero naval Charles Henri Dupuy de Lôme y, tras su muerte, por el también ingeniero naval Gustave Zédé (1825-1891) y el oficial francés y pionero en la ingeniería automotriz Arthur Krebs , que completaron el proyecto. Para el Gymnote, Arthur Krebs desarrolló el motor eléctrico, el primer periscopio naval y el primer girocompás eléctrico naval.
El submarino fue construido con un único casco de acero, una quilla de plomo desmontable y tres timones hidrodinámicos en cada lado. Hizo más de 2 000 inmersiones, usando 204 baterías de celda. Estaba armado con dos torpedos de 356 mm (14").
El Gymnote se inspiró en parte en el desarrollo anterior del submarino Plongeur (Q00) , el primer submarino del mundo en ser propulsado por energía mecánica.

## Construcción
El Gymnote fue un diseño experimental y, por lo tanto, estuvo sujeto a cambios continuos a lo largo de su vida. El diseño original fue encargado por el almirante Théophile Aube, iniciado por Dupuy de Lôme antes de su muerte y completado por Gustave Zédé más tarde. El trabajo de construcción luego recayó en Gaston Romazotti . La quilla se colocó el 20 de abril de 1887 en el Arsenal de Toulon, operado por la compañía Forges et Chantiers de la Méditerranée de la que Zédé era director. Las pruebas comenzaron el 17 de noviembre de 1888.

### Equipo de control
El sumergible fue diseñado para operar bajo el agua con una pequeña flotabilidad positiva, de modo que sin potencia y timones que lo impulsaran hacia abajo, tendería a flotar hacia la superficie. Contaba con tres tanques de lastre, uno en el centro y otro en cada extremo; el agua se podía expulsar utilizando aire comprimido o bombas eléctricas y, se necesitaba un ajuste continuo durante una inmersión. Originalmente estaba equipado solo con un timón de popa, lo que daba un control deficiente; a velocidades superiores a 6 nudos (11 km/h; 6,9 mph), el barco se volvía inestable y se inclinaría hacia abajo 3-5° para mantener la profundidad, de modo que la proa estaría 1,5 m más baja que la popa; por ello, se agregaron más timones en el centro del barco en 1893, lo que además de mejorar la estabilidad significó que se mantuvo más nivelada mientras se sumergía.

### Motor
El motor eléctrico original de dieciséis polos fue diseñado por el capitán C. Krebs para desarrollar 55 caballos de fuerza (41 kW) a 200V y 200A. Gustave Zédé pidió a Krebs que conectara directamente el motor a la hélice a 200 rpm. Es la razón por la que el rotor tenía 1 m de diámetro y pesaba 2 toneladas. El motor fue construido y probado en la Societe des Forges et Chantiers en Le Havre. Estaba equipado con dos juegos de cepillos, uno para avance y otro para retroceso. Una vez instalado, se encontró que el cojinete trasero era inaccesible y no se podía reparar con el motor instalado. Fue difícil inspeccionar el inducido o reparar los daños en el aislamiento. El motor no fue diseñado para detenerse de inmediato cuando se desconecta la energía, sino que se detenía de manera relativamente lenta. La potencia de retroceso no se podía aplicar hasta que dejaba de moverse, por lo que no era posible invertir inmediatamente la hélice en caso de emergencia. El motor resultó tan problemático que fue reemplazado por un motor de corriente continua, Sautter-Harlé más pequeño pero más potente (90 CV).

### Acumuladores
El barco estaba originalmente equipado con 564 pilas alcalinas Commelin-Bailhache-Desmazures  diseñadas a partir de la patente Lalande-Chaperon que utilizaba electrodos de óxido de zinc y cobre con electrolito de hidróxido de potasio. Estos estaban ubicados por todo el barco dispuestos en seis bancos de 45 celdas emparejadas en paralelo y conectadas en serie. Para variar la velocidad, se podían conectar bancos en diferentes combinaciones, 6 bancos en serie dando 150 V y 8 nudos, 3 bancos en serie en paralelo con los otros 3 en serie dando 114 V y 7 nudos, 2 bancos en serie en paralelo 3 veces dando 84 V y 5,5 nudos, los 6 bancos en paralelo dando 45 V y 6 nudos. Un banco era capaz de entregar un máximo de 166 amperios. Todo el conjunto pesaba 11 t. En 1891 se instaló una nueva batería con un diseño de ácido sulfúrico Laurent-Cely con 205 conjuntos individuales de 30 kg de cinco placas cada uno. Nuevamente, estos se organizaron en seis bancos, ahora cada uno con 17 pares de baterías en paralelo conectadas en serie. A 8 nudos (15 km/h; 9,2 mph) el rango era de 32 millas (51 km), a 4 nudos (7,4 km/h; 4,6 mph), 100 millas (160 km). En 1897 se instalaron otras baterías.

### Casco y equipos de navegación

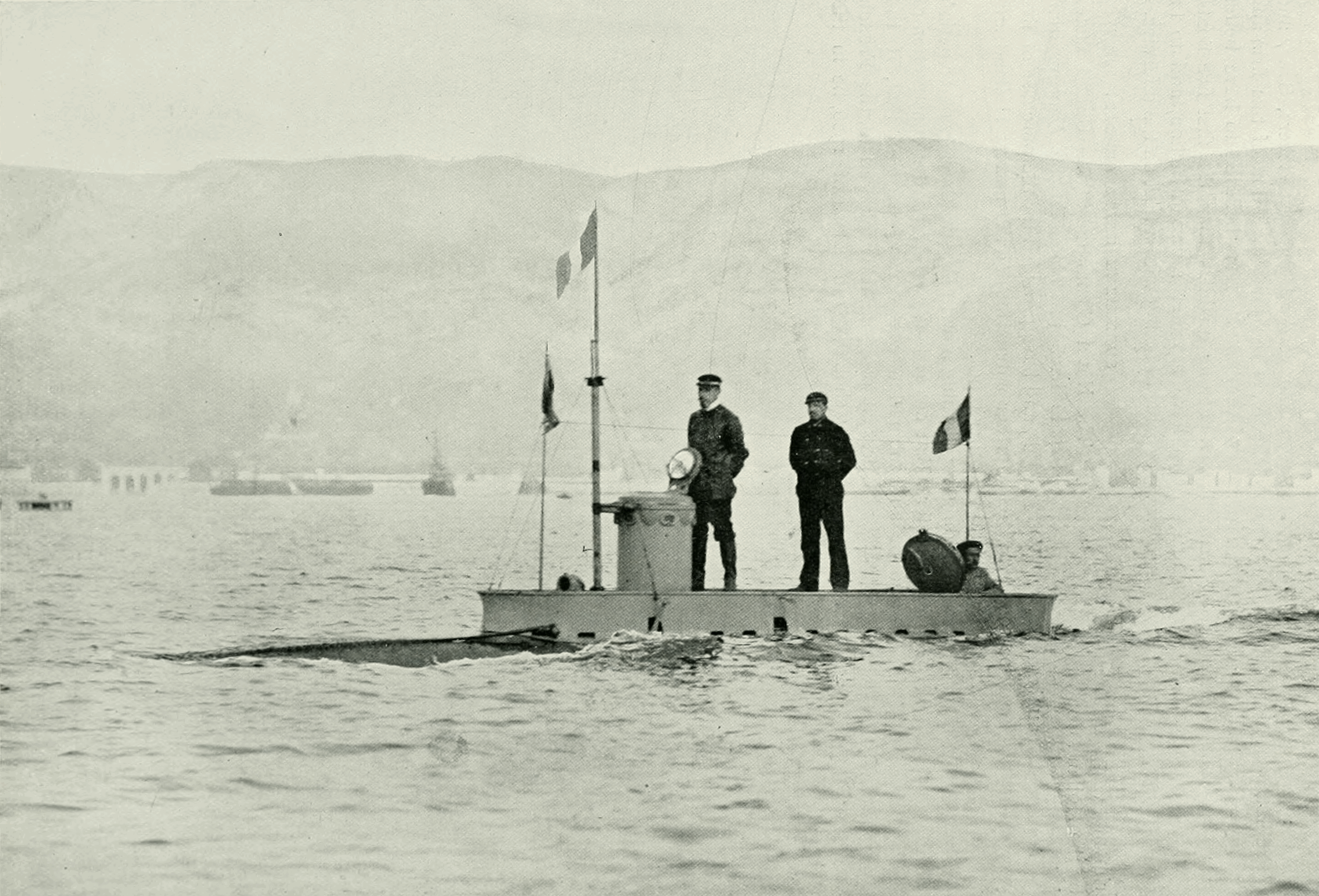
Fotografía del Gymnote en la revista Page's Magazine No. 2 de 1902. Ese número contenía un artículo sobre el desarrollo de sumergibles; se aprecia en esta foto la pequeña torre de mando que se agregó en 1898

El casco estaba construido en acero de 6 mm en el centro, estrechándose a 4 mm en cada extremo con una sección transversal circular; internamente estaba recubierto con alquitrán de hulla para protegerlo del ácido derramado de las baterías. Todo el casco estaba sostenido por 31 marcos circulares con refuerzos longitudinales adicionales.
Estuvo equipado con varios tipos de periscopios, pero resultaron insatisfactorios. La inmersión se veía normalmente retrasada por la necesidad de arreglar o guardar el periscopio y los sellos de agua demostraron ser poco fiables y en un par de ocasiones provocaron inundaciones peligrosas. En 1898 se añadió una pequeña torre de mando. Se disponía de una brújula y un giroscopio y, aunque estos últimos no eran del todo fiables, permitieron al Gymnote forzar un bloqueo naval en 1890.

### Armamento
Originalmente sin equipo militar. En 1899, instalación de dos garras exteriores portadoras de torpedos sistema Terran, ubicadas a babor y estribor a través del casco. Dos torpedos tipo Whitehead de 356 mm (Modèle 1887) normalmente lanzado a una distancia de 400 m a una velocidad de 27 nudos por el dispositivo de lanzamiento de collares de caída Drzewiecki.

## Historial[1]
De 1888 a 1893: pruebas y experimentos que incluyen:
- 1888/1896: Experimentos a nivel técnico sobre el modo de propulsión, acumuladores de energía eléctrica, el equilibrio en el buceo, y la visibilidad para las maniobras.
- 1890/1891: Ensayos para forzar una línea de bloqueo, ataques a buques anclados (con éxito)
- 1891/1897: Ejercicios de lanzamiento de torpedos y tiro a blanco en inmersión.

- 1891: El 13 de julio, durante una inmersión por Desaix en presencia del Presidente de la República, la lona del "casco de avistamiento móvil" estuvo a punto de ceder bajo la presión del agua, estando al borde de la catástrofe.
- 1894: El 2 de agosto recibe la visita del Ministro de Marina Félix Faure.
- 1895: Varios meses en bodega (transporte del timón a popa y cambio de tipo de acumuladores).
- 1897: El 20 de septiembre se produjeron daños en el lastre de agua durante una inmersión en el lugar, durante las obras de transformación.
- 1897/1900: En transformación.
- 1898: En mayo de 1898 por primera vez un despacho ministerial fija la composición de la tripulación de los submarinos. Los submarinos dejan de ser buques experimentales y pasan a formar parte de la flota activa.
- 1900: Abandona la cuenca el 4 de enero de 1900. El 4 de agosto de 1900 el Prefecto Marítimo se embarca y se zambulle después de haber cruzado el paso estando sumergido.
- 1901: Participación en numerosos ejercicios de escuadrón. El 27 de abril, buceo en la cuenca del Missiessy en presencia del Presidente de la República  Émile Loubet, con el sumergible Gustave Zédé (Q2) . El 18 de octubre, con el Zédé atacó, sin éxito debido a la marejada, al acorazado Brennus cruzando en el puerto de Toulon, pero los dos submarinos lanzaron torpedos con éxito en el puerto de Les Sablettes.
- 1902: Durante los ejercicios, el Gymnote avanzando hacia el gran paso bloqueado por varios acorazados, se acercó a 300 m del acorazado Jaureguiberry sin ser visto y lanzó un torpedo en su flanco, repitiendo la misma operación con éxito contra el crucero blindado Amiral Charner.
- 1905: El 15 de septiembre de 1905, cuando estaba en dique seco para una revisión, se produjo una explosión en el casco, provocada por una concentración de hidrógeno liberada por las baterías en mal estado, quemando gravemente a dos intendentes.

El buque se utiliza más tarde para el entrenamiento de tripulaciones y muchos oficiales comienzan con él antes de tomar el mando de submarinos más grandes.
- 1907: El 5 de marzo de 1907, habiendo zarpado de Toulon por la mañana y navegando bajo el agua, chocó contra una roca cerca de Cape Sépet; a consecuencia de ello el timón delantero y la falsa quilla se retorcieron.

El 19 de junio, abriéndose accidentalmente las válvulas del dique seco de Castigneau donde se iba a reflotar, el Gymnote se hundió in situ sin ningún accidente de personal. El agua de mar introducida a través de los paneles abiertos causó daños irreparables. Los trabajos de reparación no se llevaron a cabo, pues excedían el valor del barco en ese momento; dichas obras alcanzaban la suma de 105.000 francos de 1907.
El 10 de septiembre fue dado de baja. El 3 de octubre fue desarmado.
- 1908: Eliminado de la lista el 22 de mayo de 1908, el Gymnote se guardó para experimentos de rescate y recuperación.
- 1911: Se vende el 2 de agosto de 1911 en Toulon para su desguace a la empresa del Mr. Benedix.